# Walter Nahún López
Walter Nahún López Cárdenas (Honduras, 1 de septiembre de 1977– Guatemala, 9 de agosto de 2015) fue un jugador de fútbol del Platense Fútbol Club e internacional con Honduras.

Fue asesinado el 9 de agosto de 2015 por pandillas en la frontera guatemalteca con México.

## Carrera deportiva
Debutó en la liga hondureña el 16 de noviembre de 1997 llevando la camisa Platense en La Ceiba contra Vida. Junto a Darwin Pacheco,  ha sido el único futbolista de liga nacional hondureño del Departamento de Ocotepeque.
Acabó su carrera en el Cobán Imperial, en la Liga Nacional de Fútbol de Guatemala.

## Carrera internacional
López hizo su debut para Honduras en un partido amistoso mayo de 2000 contra Canadá: Ha ganado un total de trece copas logrando un gol. Ha representado su país en el partido de Calificación de la copa del mundo de la FIFA y ha jugado en la Copa UNCAF 2005, así como en los Juegos Olímpicos de Sídney 2000.
Su fin como internacional fue en junio de 2005 en un partido amistoso en contra Jamaica.

### Objetivos internacionales
| N. | Fecha               | Local                                               | Adversario | Puntuación | Resultado | Competición      |
| -- | ------------------- | --------------------------------------------------- | ---------- | ---------- | --------- | ---------------- |
| 1. | 10 de marzo de 2004 | Estadio José Pachencho Romero, Maracaibo, Venezuela | Venezuela  | 1–1        | 1–2       | Partido amistoso |

## Vida personal y muerte
Fue apodado como el General. Su madre era Ovidia Cárdenas y tenía un hermano, Fernando.
López fue asesinado el 9 de agosto de 2015 por pandillas en la frontera guatemalteca con México. La policía declaró  tras su muerte que fue disparado fuera del Estadio Comunal en La Mesilla, en el municipio de La Democracia, Informe Policial: Asesino de Walter López huyó posiblemente a México - Diez</ref> Murió más tarde en el centro de salud del municipio.